# VA-105
Il VA-105 era uno squadrone d'attacco della Marina degli Stati Uniti. È stato istituito il 1º maggio 1952 e sciolto il 1º febbraio 1959. Il suo soprannome è sconosciuto.

## Storia operativa
Il VA-105 venne commissionato il 1º maggio 1952 e trasferito al NAS Cecil Field muniti dei AD-1 Skyraider.
Il 4 marzo 1958 l'ufficiale in comando dello squadrone, il comandante E. F. Ternasky, rimase ucciso durante un ammaraggio notturno a poppa della USS Essex.
Nel luglio-agosto 1958, lo squadrone effettuò missioni di supporto aereo ravvicinato dall'Essex durante lo sbarco dei marines statunitensi a Beirut, in Libano. Gli aerei del VA-105 furono i primi ad essere in stazione durante gli atterraggi e gli squadroni volarono in missioni di ricognizione stradale e di confine. Diversi aerei furono danneggiati dal fuoco a terra durante le loro missioni di ricognizione, tuttavia tutti gli aerei tornarono sani e salvi sulla Essex.
Nel settembre 1958, quando i comunisti cinesi iniziarono a bombardare il gruppo dell'isola di Quemoy, all'Essex fu ordinato di transitare nel Canale di Suez e fare rapporto alla Settima flotta degli Stati Uniti per il servizio nello Stretto di Taiwan.
Nel novembre 1958, lo squadrone ricevette i AD-6 Skyraider.

## Assegnazioni delle basi operative
Lo squadrone è stato assegnato a questi home port, in vigore dalle date indicate:
- NAS Cecil Field – 1 maggio 1952
- NAS Jacksonville – luglio 1955
- NAS Cecil Field – aprile 1956
- NAS Jacksonville – novembre 1958

## Assegnazione degli aeromobili
Lo squadrone ha ricevuto per la prima volta i seguenti aerei nelle date indicate:
- AD-1 Skyraider – 9 Maggio 1952
- AD-4 Skyraider – 22 Settembre 1952
- AD-4NA Skyraider- Settembre 1952
- AD-6 Skyraider – Novembre 1954